# 禹恩京
禹恩京（韓語：우은경，1962年8月19日—），韩国女子篮球运动员。她曾代表韩国国家队参加1988年夏季奥林匹克运动会篮球比赛，获得第七名。她也曾参加1982年和1986年亚洲运动会。